# AutoPlay
AutoPlay, một tính năng được giới thiệu trong Windows 98, kiểm tra các thiết bị và phương tiện di động mới được phát hiện và dựa trên nội dung như ảnh, nhạc hoặc video, khởi chạy ứng dụng thích hợp để phát hoặc hiển thị nội dung. Nó liên quan chặt chẽ đến tính năng của hệ điều hành AutoRun. AutoPlay được tạo để đơn giản hóa việc sử dụng các thiết bị ngoại vi – máy nghe nhạc MP3, thẻ nhớ, thiết bị lưu trữ USB, v.v.. – bằng cách tự động khởi động phần mềm cần thiết để truy cập và xem nội dung trên các thiết bị này. Autoplay có thể được tăng cường bằng phần mềm và phần cứng tương thích AutoPlay. Nó có thể được cấu hình bởi người dùng để kết hợp các ứng dụng yêu thích với các sự kiện và hành động AutoPlay.

## Tổng quan
Khi người dùng chèn đĩa CD-ROM vào ổ đĩa hoặc gắn thiệt bị USB, Windows sẽ phát hiện sự xuất hiện và bắt đầu quá trình kiểm tra thiết bị hoặc tìm phương tiện. Nó tìm kiếm các thuộc tính của thiết bị hoặc nội dung trên phương tiện để AutoPlay có thể trình bày một tập hợp các tùy chọn có ý nghĩa cho người dùng. Khi người dùng thực hiện một lựa chọn cụ thể, họ cũng có tùy chọn để thực hiện lựa chọn đó tự động vào lần tiếp theo Windows thấy nội dung hoặc thiết bị đó.
Hộp thoại hiển thị kết quả của người dùng đặt DVD vào đầu đọc DVD, trong trường hợp này là ổ D:. AutoPlay đã xác định rằng nội dung có nhiều khả năng là một phim DVD và trình bày một tập hợp các hành động cho người dùng dựa trên quyết định đó. Những hành động này được gọi là Trình xử lý và có các bộ xử lý được liên kết với nhiều loại nội dung khác nhau. Người dùng có thể đưa ra quyết định của họ và nhấp OK để tiếp tục. Tuy nhiên, nếu họ cũng đánh dấu vào ô đánh dấu "Luôn thực hiện hành động đã chọn" tại thời điểm này, chúng sẽ không được nhắc vào lần tiếp theo khi loại nội dung cụ thể được nhìn thấy trên ổ đĩa cụ thể đó; ứng dụng đã chọn sẽ tự động khởi động.

### Thuộc tính AutoPlay
Nếu người dùng hối tiếc quyết định đó hoặc muốn tạo các lựa chọn AutoPlay tự động cho bất kỳ loại nội dung cụ thể nào, các thuộc tính AutoPlay cho bất kỳ ổ đĩa nào có thể truy cập được thông qua biểu tượng My Computer trên desktop. Chọn một ổ đĩa và sau đó là "File/Properties" từ trình đơn Windows Explorer, tiếp theo là việc chọn tab AutoPlay, hiện ra một hộp thoại tương tự như được hiển thị. Các loại nội dung có thể được chọn với hộp thả xuống. Ở đây hộp thoại hiển thị các Trình xử lý có sẵn nếu AutoPlay bao giờ xác định loại nội dung trên ổ D: là "Ảnh". Chọn một hành động để thực hiện làm cho hành động đó tự động cho người dùng đó. Chọn "Nhắc tôi mỗi lần để chọn một hành động" sẽ xóa mọi liên kết; AutoPlay sẽ nhắc lần sau.
Các loại nội dung có sẵn khác nhau tùy theo loại ổ đĩa được chọn. Hình ảnh, tệp nhạc và tệp Video có sẵn với bất kỳ ổ đĩa nào. Các ổ đĩa DVD và CD cũng có thể có "Music CD" hoặc "DVD movie" và Windows Vista thêm những thứ khác như "Video CD movie" vào danh sách.

### Nội dung hỗn hợp
"Nội dung hỗn hợp" là kết quả của các loại nội dung tệp gồm nhiều loại hình ảnh, tệp nhạc hoặc tệp nội dung video. Lưu ý rằng một đĩa CD chứa các bản âm thanh luôn được coi là "CD nhạc" của Windows, bất kể sự hiện diện của các nội dung dữ liệu. Vì vậy, một đĩa CD với các tập tin hình ảnh, tập tin video và âm thanh là một "CD nhạc"; nó không phải là "nội dung hỗn hợp".
Nếu đây là kết quả của quyết định AutoPlay, người dùng luôn được trình bày với hộp thoại Autoplay. Điều này sẽ chứa một lựa chọn các ứng dụng được coi là thích hợp cho nội dung tìm thấy. Vì vậy, nếu tệp nhạc và tệp Video đều được phát hiện trên ổ flash, người dùng sẽ có thể chọn từ Trình xử lý cho "Tệp nhạc" cùng với Trình xử lý cho "Tệp video". Trong trường hợp này, người dùng không thể thực hiện lựa chọn của họ thành mặc định.
Tuy nhiên, hộp thoại thuộc tính Autoplay cho bất kỳ ổ đĩa nào thường cung cấp tùy chọn "Nội dung hỗn hợp" làm loại nội dung. Các tùy chọn có sẵn ở đây được giới hạn cho các hành động có thể xử lý bất kỳ loại tệp nào, thường là "Mở thư mục để xem tệp" là Trình xử lý duy nhất được liệt kê tại đây. Điều này cho phép người dùng thực hiện tác vụ đó làm mặc định cho nội dung hỗn hợp.